# L'humanoide perdut
L'humanoide perdut  (títol original: Man to Man) és un llargmetratge dirigit per Régis Wargnier. Ha estat doblat al català.

## Argument
La pel·lícula comença el 6 de maig de 1872 i explica com el jove metge Jamie Dodd i l'aventurera Elena Van Den Ende viatgen al cor de la inexplorada Àfrica Equatorial, en el límit entre les actuals Algèria i Costa d'Ivori, a la recerca dels orígens de la humanitat. Tornen a Edimburg amb dos pigmeus capturats, Toko i Likola, que són considerats com les baules perdudes entre l'home i el simi, i exposats posteriorment en el Zoo de Gal·les com a animals. Jamie s'embarcarà en una croada per defensar als pigmeus, proclamant-los éssers intel·ligents, sensibles i humans, amb la intenció de retornar-los a Àfrica i que tornin a ser lliures. El seu camí es veurà dificultat per l'Alexander qui diu que Jamie només està delirant i que els pigmeus realment no són humans. Quan les coses es posen pitjor Elena decideix posar-se del seu costat, més enllà que en cap moment digui obertament que està d'acord amb la idea de Jamie i decideix mostrar el seu suport i ajudar-lo perquè els altres puguin veure que Toko i Likola són tan humans com ells.

## Repartiment
- Joseph Fiennes: Jamie Dodd
- Kristin Scott Thomas: Elena Van Den Ende
- Iain Glen: Alexander Auchinleck
- Hugh Bonneville: Fraser McBride
- Lomama Boseki: Toko
- Cécile Bayiha: Likola
- Flora Montgomery: Abigail McBride

## Rebuda
- Premis 2005: Festival de Berlín: Secció oficial de llargmetratges
- Crítica: "Una història que explicada des de l'òptica dels pigmeus hagués pogut resultar enlluernador. (...) Joffé mostra el seu habitual academicisme formal carregat de tedi i una delirant falta de versemblança en les escenes de masses."[3]